# Талалаева, Антонина Степановна
Антонина Степановна Талалаева (27 февраля 1909 года,  д. Екатериновка Спасского уезда Казанской губернии (ныне Спасский район Республики Татарстан) — 2 июля 1987 года, г.Куйбышев  ТатАССР) — советская доярка, общественный деятель.  Член Татарского обкома КПСС. Депутат Верховного Совета РСФСР V созыва (1959) (избрана от Татарской АССР, Куйбышевский избирательный округ).
Скончалась 2 июля 1987 года в г.Куйбышев  ТатАСС. Похоронена на городском кладбище Куйбышева.

## Трудовая деятельность
В 1925 году вышла на работу. С 1932 года - доярка в поселка совхоза «КИМ» Спасского (с 1935 года — Куйбышевского) района ТатАССР.  В 1948 году от каждой коровы закреплённой за дояркой группы, Антонина Степановна надоила около 5049 кг молока.

## Награды
Малая серебряная медаль ВДНХ (1955), медаль участника ВДНХ (1956, 1957), Малая золотая медаль ВДНХ  (1958, Большая серебряная медаль ВДНХ (1958);
Медалями «За доблестный труд в Великой Отечественной войне 1941–1945гг.» (1945), дважды «За трудовое отличие» (1950), «30 лет Победы в Великой Отечественной войне 1941–1945гг.» (1975);
Почётная грамота ВС ТатАССР.